# Viercontinentenkampioenschappen shorttrack 2020
De viercontinentenkampioenschappen shorttrack 2020 (officieel: Four Continents Short Track Speed Skating Championships 2020) werden op 11 en 12 januari 2020 georganiseerd in de  Arena Maurice Richard te Montreal (Canada). Er waren deelnemers uit acht verschillende landen (Canada, China, Colombia, Filipijnen, Japan, Singapore, Verenigde Staten, Zuid-Korea) waarvan de Zuid-Koreaanse ploeg het meest succesvol was met de gouden medaille in alle tien de onderdelen.

## Medailles

### Mannen
| Onderdeel         | Goud | Goud                                                 | Zilver | Zilver                                                 | Brons | Brons                                                  |
| ----------------- | ---- | ---------------------------------------------------- | ------ | ------------------------------------------------------ | ----- | ------------------------------------------------------ |
| 500m              | KOR  | Hwang Dae-heon                                       | CAN    | Steven Dubois                                          | KOR   | Kim Dag-yeom                                           |
| 1000m             | KOR  | Hwang Dae-heon                                       | CAN    | Steven Dubois                                          | KOR   | Park Ji-won                                            |
| 1500m             | KOR  | Hwang Dae-heon                                       | CAN    | Steven Dubois                                          | USA   | Thomas Insuk Hong                                      |
| 3000m superfinale | KOR  | Park Ji-won                                          | KOR    | Kim Dag-yeom                                           | CHN   | An Kai                                                 |
| Klassement        | KOR  | Hwang Dae-heon                                       | CAN    | Steven Dubois                                          | KOR   | Park Ji-won                                            |
| Aflossing         | KOR  | Hwang Dae-heon Kim Dag-yeom Lee June-seo Park Ji-won | CAN    | Cedrik Blais Pascal Dion Steven Dubois Charles Hamelin | USA   | Andrew Heo Thomas Insuk Hong Ryan Pivirotto Aaron Tran |

### Vrouwen
| Onderdeel         | Goud | Goud                                             | Zilver | Zilver                                                         | Brons | Brons                               |
| ----------------- | ---- | ------------------------------------------------ | ------ | -------------------------------------------------------------- | ----- | ----------------------------------- |
| 500m              | KOR  | Choi Min-jeong                                   | CAN    | Alyson Charles                                                 | CAN   | Courtney Lee Sarault                |
| 1000m             | KOR  | Choi Min-jeong                                   | CAN    | Courtney Lee Sarault                                           | KOR   | Kim A-lang                          |
| 1500m             | KOR  | Choi Min-jeong                                   | KOR    | Seo Whi-min                                                    | USA   | Maame Biney                         |
| 3000m superfinale | KOR  | Choi Min-jeong                                   | KOR    | Kim A-lang                                                     | KOR   | Seo Whi-min                         |
| Klassement        | KOR  | Choi Min-jeong                                   | KOR    | Seo Whi-min                                                    | CAN   | Courtney Lee Sarault                |
| Aflossing         | KOR  | Choi Min-jeong Kim A-lang Kim Ji-yoo Noh Ah-reum | CAN    | Danae Blais Alyson Charles Claudia Gagnon Courtney Lee Sarault | CHN   | Guo Yihan Li Xuan Song Yang Xu Aili |

## Medailleklassement
|   | Land             | Goud | Zilver | Brons | Totaal |
| - | ---------------- | ---- | ------ | ----- | ------ |
| 1 | Zuid-Korea       | 10   | 2      | 4     | 16     |
| 2 | Canada           | 0    | 8      | 2     | 10     |
| 3 | Verenigde Staten | 0    | 0      | 3     | 3      |
| 4 | China            | 0    | 0      | 1     | 1      |